# 時野谷滋
時野谷 滋（ときのや しげる、1924年（大正13年）4月19日 - 2006年（平成18年）5月3日）は、日本の日本史学者。

## 人物
専門は日本制度史。1979年（昭和54年）に東京大学から「律令封禄制度史の研究」（主査土田直鎮）に対して文学博士の学位を授与されたのをはじめ、律令財政史が中心であるが、論文は古代・上代に限らず、中世・近世・近代に亘っている。また、1973年（昭和48年）から1985年（昭和60年）まで文部省で教科書調査官および主任教科書調査官を務めた。いわゆる家永教科書裁判の第三次訴訟の対象となった検定時の主査を務めたことから、教科書裁判に証人として出廷した。

## 経歴
東京に生まれる。本籍は茨城県真壁郡河間村（下館市を経て、現在の筑西市）。叔祖父は京都帝国大学教授の常三郎、父は下館高等女学校（現在の茨城県立下館第二高等学校）教諭の貞。
1942年（昭和17年）、山形高等学校文科甲類に進学、夏目漱石門下で英語の島村盛助助教授に俳句や短歌を習い、国史の佐藤三郎教授などが指導する「歴史研究会」でも活動した。
1944年（昭和19年）、東京帝国大学文学部国史学科に進み、平泉澄に師事し、朱光会や青々塾にも入った。3ヶ月後に応召、陸軍野戦砲兵学校にて終戦を迎え、東大に復学して1948年（昭和23年）9月に学部を卒業、その2年後に大学院修士課程を修了する。
1950年（昭和25年）、弘前大学に専任講師として赴くが、母の死により帰省を決意し、1953年（昭和28年）から茨城県立下妻第一高等学校に勤務する。この間、井上光貞から金沢大学へという話もあったが断り、小山工業高等専門学校に転任、8年務めた後、村尾次郎の求めによって文部省教科書調査官に就任（1985年定年退職）。その後、関東学園大学教授を経て、関東短期大学学長。

## 著書
- 『大化改新』日本教文社〈日本人のための国史叢書〉、1966年
- 『律令封禄制度史の研究』吉川弘文館、1977年
- 『家永教科書裁判と南京事件』日本教文社、1989年
- 『飛鳥奈良時代の基礎的研究』国書刊行会、1990年
- 『芭蕉・鴎外・漱石　蓁園子古稀記念論集』近代文芸社、1993年
- 『大欅集』窓映社、2000年
- 『日本制度史論集』国書刊行会、2001年
- 『大関の里集』窓英社、2003年
- 徳富蘇峰原著『要約近世日本国民史9』時事通信社、1967年。校訂